# Dave Bumpstead
David John „Dave“ Bumpstead (* 6. November 1935 in Rainham, Hornchurch Urban District, Essex; † 26. August 2017 in Upminster, London Borough of Havering) war ein englischer Fußballspieler und -trainer. Der Amateurnationalspieler bestritt ab 1958 als Profi für den FC Millwall und die Bristol Rovers 125 Partien in den Spielklassen der Football League, ab 1967 war er einige Jahre erfolgreich im Non-League football als Trainer aktiv.

## Karriere
Bumpstead, neuntes von zehn Kindern, war als Amateur für eine Reihe von Klubs im Großraum London aktiv. So spielte er für Briggs Sports und Ashford Town, für Hitchin Town kam er in der Saison 1954/55 zu 13 Pflichtspieleinsätzen (3 Tore). Als Testspieler war er zudem beim FC Uxbridge zugegen und für Tottenham Hotspur (~1954) und Luton Town (~1956) war er als Amateur bei der Football League registriert. Mit Tooting & Mitcham United gewann er 1958 die Meisterschaft der Isthmian League und kam im April 1958 in einem Freundschaftsspiel für die englische Amateurnationalmannschaft gegen die französische Amateurauswahl zum Einsatz (Endstand 1:1). In zwei Jahren erzielte er 24 Tore in 55 Pflichtspielen (davon 44/13 in der Isthmian League). 1956/57 erreichte er mit dem Klub die 2. Runde des FA Cups, in der man dem Drittligisten Queens Park Rangers mit 0:2 unterlag. Zudem nahm er mit den Middlesex Wanderers, einer Tourneemannschaft von Amateurfußballern, im Mai 1958 an einer Fußballtournee nach Deutschland und in die Niederlande teil.
Im Frühjahr 1958 spielte er beim FC Millwall vor und trug am 17. März 1958 gegen den FC Gillingham bei einem 3:1-Erfolg in der Football League Third Division South bei seinem Debüteinsatz mit einem Treffer zum Sieg bei. Für die folgende Saison wurde der zumeist auf den Außenpositionen im Mittelfeld aufgebotene Bumpstead fest verpflichtet. Millwall spielte ab 1958 in der neu geschaffenen Fourth Division und Bumpstead platzierte sich mit dem Klub in den folgenden Spielzeiten stets in der oberen Tabellenhälfte. In der Saison 1961/61 bestritt Bumpstead 37 Ligapartien und stand bei der 1:5-Finalniederlage im Kent FA Challenge Cup gegen Charlton Athletic auf dem Platz. Im Dezember 1961 wechselte er zu den Bristol Rovers in die Second Division, während aber Millwall am Saisonende aufstieg, stieg Bumpstead mit den Bristol Rovers ab, sodass es am 20. Oktober 1962 bei einem 2:0-Heimerfolg in der Third Division zu einem Aufeinandertreffen mit seinen alten Mannschaftskameraden kam. Kurz nach Beginn der Saison 1963/64 kam es zwischen Bumpstead und den Vereinsverantwortlichen zu Vertragsstreitigkeiten und der Spieler beendete kurzerhand nach 40 Ligaeinsätzen im Oktober 1963 seine Fußballerlaufbahn.
In der Folge arbeitete er für den Autohersteller Ford, bevor er nach einer dreijährigen Auszeit bei Brentwood Town wieder in Erscheinung trat und dort 1967 das Amt des Cheftrainers übernahm. Bumpstead führte den erst 1967 in die Southern League aufgenommenen Klub 1969 zur Meisterschaft in der Division One und zum damit verbundenen Aufstieg in die Premier Division und sorgte auch für Schlagzeilen im FA Cup. Im Pokalwettbewerb der Saison 1968/69 überstand der Klub fünf Qualifikationsrunden und schlug in der 1. Hauptrunde den FC Barnet, bevor die Mannschaft in der 2. Runde dem Viertligisten Southend United mit 1:10 unterlag. Ein Jahr später wurde in der 1. Hauptrunde der Drittligist FC Reading mit 1:0 geschlagen, nach einem weiteren Erfolg gegen den FC Hendon scheiterte das Team mit früheren Football-League-Spielern wie Mike Maynard, Mick Loughton, Pat O’Connell und Jimmy Stevenson erst in der 3. Hauptrunde am ebenfalls drittklassig spielenden Klub Northampton Town (Endstand 0:1).
1970 verlor Brentwood Town sein Stadiongelände und schloss sich notgedrungen mit dem Ligakonkurrenten Chelmsford City zusammen, Bumpstead übernahm dort den Trainerposten  und führte den Klub 1972 zur Meisterschaft in der Southern League. Großen Anteil daran hatte neben Toptorjäger Colin Grant (30 Tore) die beiden zu Saisonbeginn von Swansea Town verpflichteten Außenverteidiger Dai Lawrence und Vic Gomersall sowie eine Gruppe an früheren Brentwood-Spielern mit Frank Peterson, Eddie Dilsworth, Jimmy Stevenson, Paul Delea und Mick Loughton. Gekrönt wurde die Saison durch einen 3:2-Erfolg nach Hin- und Rückspiel über die Stafford Rangers, Meister der Northern Premier League, wodurch der Klub zum Meister des Non-League footballs wurde. Auch im FA Cup gelangen Chelmsford unter Bumpsteads Ägide einige Achtungserfolge, bis zu seinem Abgang 1974 qualifizierte man sich drei Mal für die Hauptrunde und schied jeweils gegen Vertreter der Football League aus: 1970/71 kam das Aus in der 2. Hauptrunde gegen Torquay United (Endstand 0:1), 1972/73 gegen Ipswich Town in Runde 3 (Endstand 1:3), 1973/74 scheiterte man knapp in der 1. Hauptrunde am FC Watford (Endstand 0:1).
Der gelernte Verkäufer betrieb später eine Spirituosenhandlung in Romford und betätigte sich auch im Hotelgewerbe, so leitete er zwischen 1982 und 1991 das Bouverie Hotel (ab 1986 Victorial Hotel) in Folkestone.